# António Munguambe
António Francisco Munguambe és un polític moçambiquès.
Munguambe va servir com a viceministre de comerç en la dècada del 1990, i va ser nomenat ministre de Transport i Comunicació pel president de Moçambic Armando Guebuza el 3 de febrer de 2005, quan Guebuza va nomenar el seu nou govern poc després d'assumir el càrrec. Va ser destituït del càrrec (juntament amb la ministra d'Afers Exteriors Alcinda Abreu i la ministra de Justícia, Esperança Machavela) el 10 de març del 2008, i va ser succeït per Paulo Zucula, l'exdirector de l'Institut Nacional de Gestió de Desastres.
Encara que Guebuza no va oferir cap motiu oficial per a l'acomiadament de Munguambe, alguns informes de notícies suggeriren que estava vinculat a les revoltes relacionades amb el transport a Maputo al febrer que van causar entre quatrei sis morts. Els disturbis van ser provocats per increments de fins a un 50 per cent en les tarifes per a les chapas (taxis minibús de propietat privada), que representen una part significativa del transport de passatgers de la capital. Segons l'Organització de Treballadors de Moçambic, la central sindical més gran del país, els treballadors moçambiquesos gasten una mitjana del 35 per cent dels seus ingressos en transport.
La pujada va ser negociada per Munguambe i la Federació d'Associacions de Transport per Carretera després d'un augment dels costos de combustible (el govern va augmentar el preu de gasoil un 14 per cent el 23 de gener.).
Després de l'esclat de disturbi el 5 de febrer Munguambe va declarar que "[el] augment és just i les queixes dels viatgers són justes", i es va comprometre a renegociar amb els operadors de transport. El 6 de febrer, el govern va rescindir l'augment de tarifes, i, a canvi, es va comprometre a proporcionar subsidis als operadors de transport amb llicència, de manera que podrien comprar gasoil al preu anterior al 23 de gener (31,0 meticais per litre, en comptes de 35,35 per litre).
Munguambe va ser empresonat el 2010 per la seva part en malversar 1,7 milions de dòlars de l'empresa de propietat estatal Aeroportos de Moçambique, E.P.. La seva condemna original de 20 anys es va reduir a 8 anys en apel·lació, del qual va complir la meitat, i fou alliberat el 2013.